# Улица Махалина (Владивосток)
Улица Махалина  — улица в Ленинском районе города Владивостока. Берёт начало от дома № 157 по Светланской улице, тянется с юга на север в сопку, параллельно Абрекской улице и улице Карла Либкнехта, пересекает Славянскую улицу и соединяется с улицей Капитана Шефнера. Нумерация домов начинается от Светланской улицы.

## История
- Первое историческое название улицы — Маньчжурская. Названа в честь транспорта «Маньчжур». 20 июня (2 июля по новому стилю) 1860 года военный транспорт «Маньчжур» под командованием капитан-лейтенанта Алексея Карловича Шефнера бросил якорь в бухте Золотой Рог. Солдаты и матросы под командованием прапорщика Комарова сошли на берег и приступили к постройке поста. Этот день официально считается днём основания города Владивостока.
- Улица расположена в историческом районе Владивостока — Экипажная слободка, район между засыпанными ныне Мальцевским оврагом и Гайдамакским оврагом. Земельные участки здесь с 1870-х годов раздавались матросам Сибирского флотского экипажа.
- 12 февраля 1941 г., к 20-летию войск Народного комиссариата внутренних дел (НКВД), постановлением исполнительного комитета Владивостокского городского Совета депутатов трудящихся Маньчжурская улица была переименована в улицу Махалина, в честь начальника пограничной заставы «Пакшикори» Дальневосточного пограничного округа, лейтенанта, Героя Советского Союза Алексея Ефимовича Махалина . На пересечении Светланской улицы с улицей Махалина на торце дома № 157 установлена мемориальная доска.

## Исторические здания
- Дом 6. Построен в 1903 г. Деревянный одноэтажный жилой дом на высоком цоколе из естественного камня, вытянутый в глубь участка, с пристройкой и крыльцом к торцовому фасаду со стороны ул. Махалина. Наличники окон по протяженному южному фасаду декорированы плоскостной резьбой, северный фасад глухой. Принадлежал рабочему Дальзавода, подпольщику А. И. Лымарю. Во время интервенции и Гражданской войны в 1918—1922 гг. в доме находилась конспиративная квартира Владивостокской организации РКП(б)[2].
- Дом 11. Дом одноэтажный деревянный, Г-образный в плане. Стены обшиты тёсом, оконные наличники, ставни и подшивной карниз декорированы плоскостной резьбой с геометрическим орнаментом. Известен тем, что в 1902 году в нём открыл типолитографию и жил до своей кончины известный общественный деятель, журналист и редактор-издатель политической, общественно-литературной и морской газеты «Владивосток» Н. В. Ремезов (1855—1915)[3].
- Дом 21. В доме в квартире А. Я. Соснина во время интервенции и Гражданской войны в 1921—1922 гг. нелегально хранился партийный архив Владивостокского городского комитета РКП(б).
- Дом 30. Никольский кафедральный собор (с 1991 года), ранее (с 1907 по 1927 гг. и 1976 по 1991 гг.) церковь иконы Божией Матери «Всех Скорбящих Радость» в память о русских воинах, погибших в русско-японской войне 1904—1905 гг.[4]
- Другие здания, образующие ансамбль жилых домов бывшей Экипажной слободки, интересны как памятники архитектуры.

## Другие здания
- Дом 3, 3 А. На первых этажах зданий располагается Управление внутренних дел (РУВД) МВД России по Ленинскому району Владивостока.
- Дом 9 А. Отдел Управления Федеральной миграционной службы России по Приморскому краю в Ленинском районе Владивостока.

## Транспорт
Непосредственно по улице общественный транспорт не проходит. Автомобильное движение по одной полосе в каждую сторону. Дорожная разметка отсутствует. Светофоров нет.
Ближайшая остановка общественного транспорта на улице Светланской — Стадион «Авангард».

## Интересные факты
- В 1911 г. правительство России договорилось с правительством Японии о перезахоронении умерших от ран моряков бронепалубного крейсера «Варяг». Первоначально, по предложению архимандрита Павла (в миру Николай Иванович Ивановский), главы Русской Духовной Миссии в Корее (1906—1912 гг.), планировалось перезахоронить прах варяжцев в склепе под церковью иконы Божией Матери «Всех Скорбящих Радость» на ул. Маньчжурской (ныне — улица Махалина), а в саду при храме поставить обелиск. Однако склеп из-за нехватки средств вовремя не построили, и выбор был остановлен на Морском кладбище Владивостока[5].
- 8 ноября 2008 года по улице прошёл Крестный ход в честь 110-летнего юбилея Владивостокской-Приморской епархии Русской Православной Церкви и 70-летия со дня рождения митрополита Владивостокского и Приморского Вениамина. Перенесение святыни Дальнего Востока — Порт-Артурской иконы Божией Матери из Свято-Никольского кафедрального собора в Покровский кафедральный собор[6].
- 20 мая 2007 года по улице прошёл Крестный ход Владивосток — Москва в рамках Международной духовно-просветительской программы «Под звездой Богородицы»[7].
- 17 сентября 2006 года по улице прошёл большой Крестный ход с мощами святителя Николая Чудотворца[8].